# Ana Bălănean
Ana Bălănean (născută Șuhai; n. 13 august 1960, Huta Voivozi, România), este o fostă handbalistă din România care a evoluat o mare parte din carieră la echipa HC Textila Zalău.

## Biografie

### HC Zalău
Ana Șuhai și-a petrecut copilăria în satul natal Huta Voivozi din județul Bihor, unde a muncit din greu ajutându-și părinții. Ea lua parte la cositul fânului, la sapă sau la adunatul lemnelor din pădure, și era obligată să parcurgă pe jos sau cu schiurile cei 12 kilometri până la școala din comună. Toate aceste activități i-au dezvoltat viitoarei sportive o condiție fizică deosebită.
Șuhai a început să joace handbal de performanță abia la vârsta de 18 ani, sub îndrumarea antrenorului Gheorghe Tadici, la echipa HC Zalău. În 1980, ea a făcut parte din echipa națională pentru tineret a României care a câștigat medalia de aur la Campionatele Balcanice, desfășurate la Reșița între 15 și 17 august.
La sfârșitul anului competițional 1983-84, Șuhai a promovat cu HC Zalău în prima serie a campionatului feminin de handbal, denumită la acea vreme Divizia A. În anii următori, Ana Bălănean-Șuhai a făcut parte dintr-o componență de excepție a echipei zălăuane, considerată de presa locală o „echipă de aur” „dintr-o generație de vis”. HC Zalău a retrogradat la sfârșitul anului competițional 1985-86, dar a revenit în prima divizie în 1988. Din acel moment, Ana Bălănean-Șuhai s-a situat mereu printre cele mai bune marcatoare ale echipei, fiind nominalizată în mod constant în clasamentul „Trofeului Sportul pentru eficacitate”, întocmit de ziarul Sportul după fiecare etapă de campionat, și menționată drept „cea mai eficace” sau „cea mai bună marcatoare a Textilei”. La finalul sezonului 1988-89, Ana Bălănean-Șuhai a fost desemnată cea mai bună marcatoare din campionatului național de handbal, cu 237 de goluri înscrise în 22 de meciuri.

### ASUL Vaulx-en-Velin
În 1991, Ana Bălănean-Șuhai a emigrat în Franța și a semnat un contract cu ASUL Vaulx-en-Velin, o echipă din orașul Vaulx-en-Velin, în aglomerația Métropole de Lyon. Handbalista a continuat și în Franța să fie una din cele mai eficiente atacante. În sezonul 1992-93, ea s-a clasat pe locul 9 în topul celor mai bune marcatoare din campionatul francez, cu 121 de goluri înscrise, iar în sezonul 1993-94 s-a clasat pe locul 2, cu 130 de goluri înscrise. 

## Palmares
Club
- Cupa EHF:
  - Sferturi de finală: 1990-91 (cu HC Zalău)
  - Optimi de finală: 1997-98 (cu ASUL Vaulx-en-Velin)

- Cupa Challenge EHF:
  - Sferturi de finală: 1993-94 (cu ASUL Vaulx-en-Velin)
  - Șaisprezecimi de finală: 1998-99 (cu ASUL Vaulx-en-Velin)

- Campionatul național:
  - Medalie de bronz: 1989-90, 1990-91

Echipa națională
- Campionatele Balcanice pentru tineret:
  -  Medalie de aur: 1980